# سمرة بن عمرو
سمرة بن عمرو بن قُرْط العنبريّ صحابي، روى عن النبي  بعض الأحاديث. ذكر سيف في الفتوح أنَّ خالدَ بن الوليد استعمل سمرة بن عمرو بن قرط على اليمامة بعد فَتْحها.
ذكر ابْنُ الأعْرَابِيّ: «أنَّ عثمان استعمل سمرة بن عمرو بن قرط على هوامي الإبل، فكان لا يُخبرَ بضالَّة إلا أخذها فعرفها، فكان مَنْ ضلَّت له ناقة يطلبها عند سمرة، فبلغه أن ناقة ضلت في بني وَثِيل فأتاهم وليس هناك منهم أحد، وكانت أمهم ليلى بنت شداد بن أوس، وهي عجوز كبيرة: فذكر قصّة؛ فجاء سُحَيم بن وَثِيل إلى أمه، فأخبرته الخبر، فسكت حتى يلقى عبيد بن غاضرة بن سمرة فصرعه فدقَّ فمه، فاستعدى عليه سمرة عثمان فحبسه».

## نسبه
سمرة بن عمرو بن قرط بن جندب بن العنبر بن عمرو بن تميم بن مر العنبري التميمي.